# Арберг
Арберг (њем. Arberg) град је у њемачкој савезној држави Баварска. Једно је од 58 општинских средишта округа Ансбах. Према процјени из 2010. у граду је живјело 2.276 становника. Посједује регионалну шифру (AGS) 9571113.

## Географски и демографски подаци
Арберг се налази у савезној држави Баварска у округу Ансбах. Град се налази на надморској висини од 468 метара. Површина општине износи 31,3 km². У самом граду је, према процјени из 2010. године, живјело 2.276 становника. Просјечна густина становништва износи 73 становника/km².